# Адамов, Иван Иванович
Иван Иванович Адамов (12 (30) января 1880, Херсон — ?) — православный богослов, автор статей в «Богословском вестнике».

## Биография
Родился и вырос в Херсоне. В 1901 году окончил Одесскую духовную семинарию. После её окончания поступил в Московскую духовную академию, был магистрантом LX курса (1901—1905). По окончании оставлен профессорским стипендиатом при кафедре патрологии. В 1906 году стал преподавателем Уфимской духовной семинарии. С августа 1911 года — преподаватель Калужской духовной семинарии (читал курсы основного, догматического и нравственного богословия; позднее стал в ней преподавателем философских наук).
В 1915 году защитил в Московской духовной академии магистерскую диссертацию о святителе Амвросии Медиоланском. Одним из рецензентов был профессор И. В. Попов, давший положительный отзыв на работу Адамова. Данная работа является единственным на русском языке наиболее полным исследованием жизни и богословия Амвросия Медиоланского.
Судьба И. И. Адамова после 1917 года неизвестна.

## Сочинения
- Учение о Троице св. Амвросия Медиоланского // Богословский вестник, 1910 год,  №№ 6, 7-8, 10, 11.
- Св. Амвросий Медиоланский // Богословский вестник, 1911 год. № 11, С. 605—624.
- Св. Амвросий Медиоланский. Сергиев Пасад, 1915. (работа переиздана в 2006 году).